# Équateur (1917–2015)
Équateur (deutsch Äquator) war eine Provinz der Demokratischen Republik Kongo mit der Hauptstadt Mbandaka.

## Geografie
Die Provinz lag im Nordwesten des Landes und grenzte im Norden an die Zentralafrikanische Republik, im Osten an die Provinz Orientale, im Südosten an die Provinzen Kasaï-Oriental und Kasai-Occidental, im Südwesten an die Provinz Bandundu und im Westen an die Republik Kongo. Équateur umfasste einen Teil des zentralen Kongobeckens und seiner Ränder. Südlich der Hauptstadt Mbandaka mündet der Ubangi in den Kongo.

## Bevölkerung
Das Becken wird von den Mongo und Ngombe bewohnt.

## Geschichte
Die Provinz wurde während der belgischen Kolonialzeit geschaffen. Von 1933 bis 1947 hieß sie nach ihrer Hauptstadt Coquilhatville (französisch) bzw. Coquilhatstad (niederländisch) (heutiges Mbandaka). 1962 wurde Équateur aufgelöst und in die Provinzen Cuvette-Centrale (Zentralcuvette), Moyen-Congo (Mittelkongo) und Ubangi aufgeteilt. Vier Jahre später (1966) wurde die Provinz wiederhergestellt.

## Auflösung 2015
Mit der Verabschiedung einer neuen Verfassung im Mai 2005 sollte der Kongo neugegliedert werden. Nachdem der Termin der Verwaltungsänderung zuvor mehrmals verschoben wurde, machte der damalige Präsident Joseph Kabila diese im Januar 2011 komplett rückgängig. Allerdings wurde die Verwaltungsänderung 2015 doch umgesetzt und die Provinz Équateur dabei in fünf neue Provinzen aufgeteilt:
- Équateur mit der Hauptstadt Mbandaka
- Mongala mit der Hauptstadt Lisala
- Nord-Ubangi mit der Hauptstadt Gbadolite
- Sud-Ubangi mit der Hauptstadt Gemena
- Tshuapa mit der Hauptstadt Boende